# Плесовских, Юрий Гертурович
Юрий Гертурович Плесовских (род. 12 апреля 1962, Хабаровск, СССР) — ректор Хабаровского государственного университета экономики и права с 2012 года по август 2019 года, экс-председатель общественной палаты Хабаровского края.
Кандидат юридических наук. Заслуженный юрист Хабаровского края. Автор более 100 научных работ, учебных пособий, монографий.

## Биография
С 1980 г. по 1982 г. проходил воинскую службу в ВС СССР. С 1982 г. по 1998 г. — службу в органах внутренних дел России. Майор милиции в отставке. С 1998 г. — заведующий кафедрой уголовного процесса и криминалистики и одновременно (с апреля 2011 г.) — исполняющий обязанности ректора Хабаровской государственной академии экономики и права. С ноября 2012 года ректор Хабаровской государственной академии экономики и права.
В 1987 г. окончил Всесоюзный юридический заочный институт, получив диплом с квалификацией «юрист». С 1988 г. по 1991 г. проходил обучение в Адъюнктуре Академии МВД СССР (г. Москва), по окончании которой получил диплом с квалификацией «юрист-исследователь». Неоднократно проходил обучение и стажировки в правоохранительных органах, образовательных учреждениях и учреждениях по работе с молодежью России, Китая, США, ФРГ, Японии. Стажировался в Штаб-квартире НАТО (Брюссель, Бельгия).
Кандидат юридических наук, доцент, член Российской академии юридических наук, автор более 160 научных и учебно-методических работ, опубликованных в России, Украине, Казахстане, Китае, Японии.
В 1999 г. явился инициатором создания общественной организации — Хабаровского регионального отделения Молодежного союза юристов России. Руководит этой организацией с момента создания. Участник Гражданского форума России. С 2002 г. по 2011 г. — член квалификационной коллегии судей Хабаровского края — представитель общественности.
Председатель Общественной наблюдательной комиссии по осуществлению общественного контроля за обеспечением прав человека в местах принудительного содержания и содействия лицам, находящимся в местах принудительного содержания по Хабаровскому краю. Член Комиссии по вопросам помилования на территории Хабаровского края.
Почётный работник высшего профессионального образования Российской Федерации, имеет ведомственные награды Министерства образования и науки РФ, Прокуратуры РФ, Следственного комитета РФ, МВД РФ, Федеральной службы исполнения наказаний России, Федеральной службы государственной статистики РФ.

## Личная жизнь
Не женат, сын — Плесовских Глеб Юрьевич, род. 25 марта 1987.